# 非洲联盟旗帜

2002年－2010年间非洲联盟使用的旗帜，续用了1963年－2002年间的非洲统一组织旗帜

非洲联盟旗帜是非洲联盟的代表旗帜，现行旗帜启用于2010年1月31日，并在2017年1月31日作最新修改。
2007年1月29日－30日，在埃塞俄比亚首都亚的斯亚贝巴召开的第八届非洲联盟峰会上，各与会国首脑与出席代表决定举办非盟新旗帜的设计比赛，新非盟旗帜图案从106份提交草案中胜出，并在2010年1月31日正式启用。
初版旗帜为一片绿底，中央有53道光芒组成的白色太阳，照映出非洲大陆的绿影。53道光芒的尖端各有一颗金黄色五角星，环绕中间的白色太阳圆盘。
绿色代表非洲大自然的富饶与绿荫、对美好未来的希望与非洲大陆的统一。白色太阳代表着非洲人民对和平的渴望、对结识世界盟友的诚意、以及非洲大陆的光明前景。53道光芒与53颗五角金星代表非洲联盟当时的53个成员国。
不过，随着2011年南苏丹主权独立并加入非洲联盟，成为该组织第54个成员国，以及摩洛哥在2017年1月重新加入非洲聯盟，非盟旗帜也两度作出修改，现行的非盟旗帜上的太阳光芒和五角星数量也相对应地改为55个。

## 参阅
- 欧洲联盟旗帜
- 阿拉伯國家联盟旗帜
- 南美洲國家聯盟旗幟
- 東南亞國家聯盟旗幟
- 加勒比國家聯盟旗幟